# Bělokur rousný
Bělokur rousný (Lagopus lagopus), někdy nazýván bělokur tundrový či kur rousný, je středně velký pták z řádu hrabavých (Galliformes), čeledi bažantovitých (Phasianidae), podčeledi tetřevi (Tetraoninae). Hnízdí v březinách nebo jiných lesích a v tundře v severní Eurasii, na Aljašce a v severní Kanadě. Bělokur rousný je jedním ze symbolů Aljašky.

## Výskyt
Na území Česka žil v ledových dobách, existují však i zprávy o jeho přežívání do historicky nedávné doby, např. ještě v 18. století měl obývat vyšší patra Krkonoš a v roce 1789 byl prý zastižen u Prahy. Tyto zprávy nejsou ale zcela prokázané. Je rozšířený i v odlehlém prostředí a pták je podle IUCN klasifikován jako druh „neohrožený“. Je to proto, že má velmi široký rozsah životního prostředí s celkovou populací odhadovanou na čtyřicet milionů jedinců. Střelba těchto ptáků a dalších tetřevů každoročně 12. srpna až 10. prosince je ve Skotsku populární sport probíhající od poloviny 19. století. 

## Popis
Bělokur rousný dosahuje délky 35–44 cm a hmotnosti 0,4–0,8 kg. Rozpětí křídel činí 55–65 cm.

### Poddruhy
Poddruhem bělokura rousného je specifický bělokur skotský (Lagopus lagopus scotica), který je jeho britskou formou.

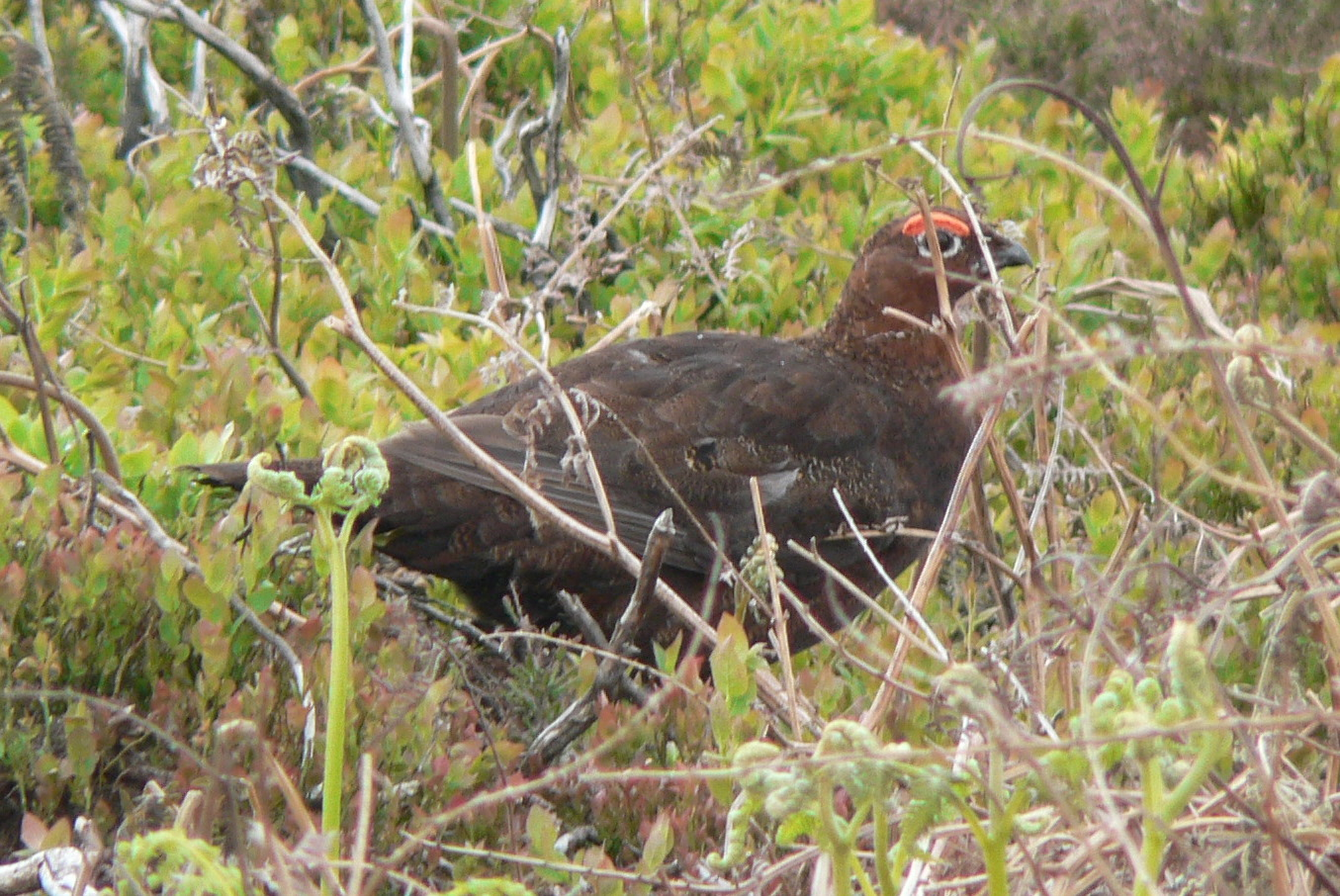
Poddruh bělokur skotský (Lagopus lagopus scotica) v národním parku Yorkshire Moors v Anglii
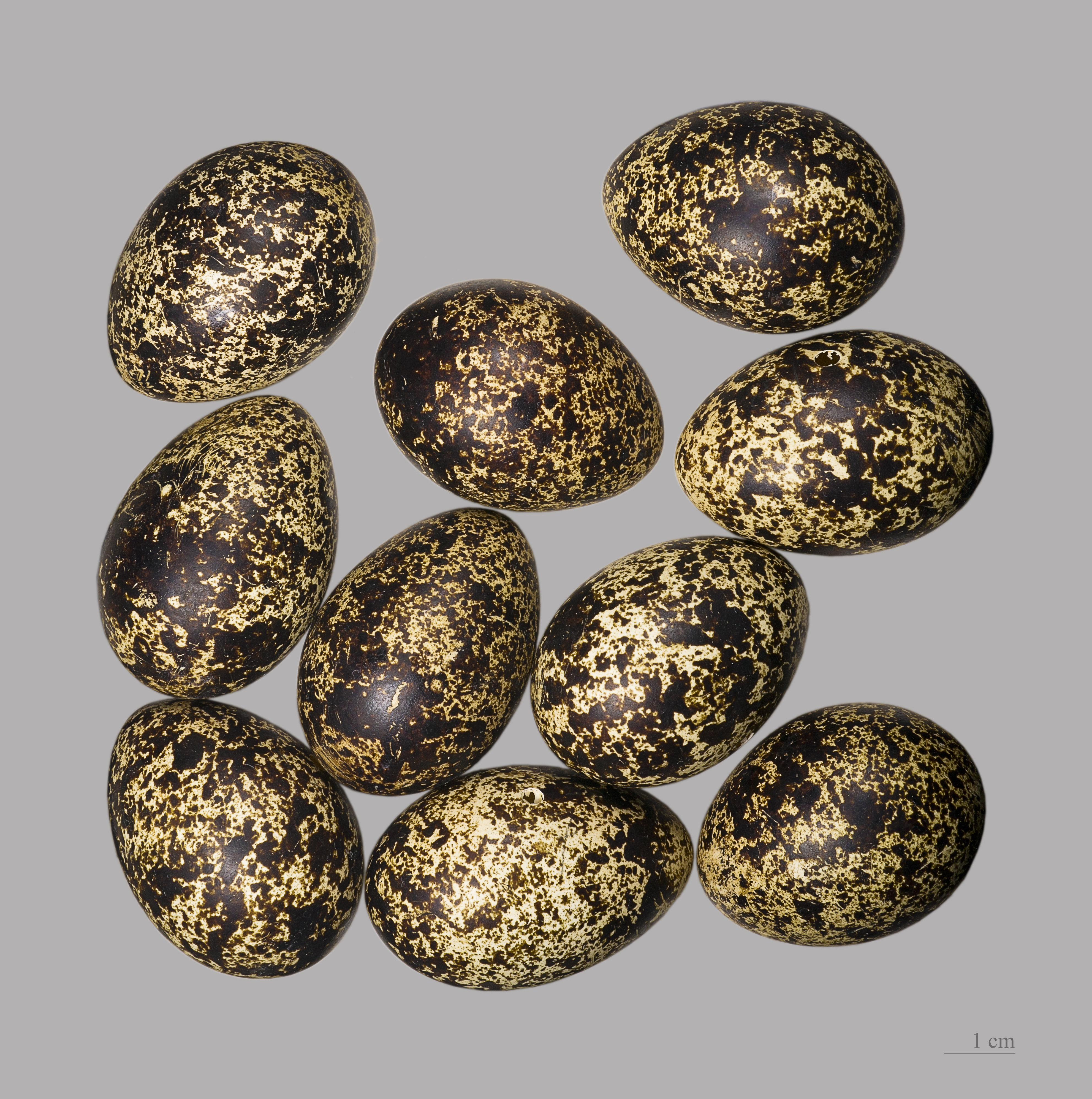
Vejce bělokura rousného (Lagopus lagopus lagopus)

### Potrava
Živí se výhradně rostlinnou potravou, ale mláďata někdy pozřou i hmyz.

## Příbuzné druhy
- bělokur horský (Lagopus muta)
- bělokur běloocasý (Lagopus leucurus)